# Stan Bowles
Stan Bowles (Collyhurst, 1948. december 24. – 2024. február 24.) válogatott angol labdarúgó, középpályás.

## Pályafutása

### Klubcsapatban
1967 és 1970 között a Manchester City, 1970-ben a Bury, 1970–71-ben a Crewe Alexandra, 1971–72-ben a Carlisle United labdarúgója volt. 1972 és 1979 között a Queens Park Rangers csapatában szerepelt 255 bajnoki mérkőzésen és 70 gólt szerzett. 1979–80-ban a Nottingham Forest, 1980–81-be  a Leyton Orient játékosa volt. 1981 és 1984 között a Brentford csapatában fejezte be az aktív játékot.

### A válogatottban
1974 és 1977 között öt alkalommal szerepelt az angol válogatottban és egy gólt szerzett.

## Sikerei, díjai
Manchester City
- Angol bajnokság
  - bajnok: 1967–68
- Angol kupa (FA Cup)
  - győztes: 1969
- Angol szuperkupa (Charity Shield)
  - győztes: 1968
- Angol ligakupa
  - győztes: 1970
- Kupagyőztesek Európa-kupája (KEK)
  - győztes: 1969–70

 Queens Park Rangers
- UEFA-kupa
  - gólkirály: 1976–77 (11 gól)

 Nottingham Forest
- Bajnokcsapatok Európa-kupája (BEK)
  - győztes: 1979–80
- UEFA-szuperkupa
  - győztes: 1979

## Statisztika

### Mérkőzései az angol válogatottban
| Anglia | Anglia             | Anglia                    | Anglia      | Anglia   | Anglia         | Anglia             | Anglia | Anglia  |
| #      | Dátum              | Helyszín                  | Hazai       | Eredmény | Vendég         | Kiírás             | Gólok  | Esemény |
| ------ | ------------------ | ------------------------- | ----------- | -------- | -------------- | ------------------ | ------ | ------- |
| 1.     | 1974. április 3.   | Lisszabon, Estádio da Luz | Portugália  | 0 – 0    | Anglia         | barátságos         | -      |         |
| 2.     | 1974. május 11.    | Cardiff, Ninian Park      | Wales       | 0 – 2    | Anglia         | brit házibajnokság | 1      | 37'     |
| 3.     | 1974. május 15.    | London, Wembley Stadion   | Anglia      | 1 – 0    | Észak-Írország | brit házibajnokság | -      | 55'     |
| 4.     | 1976. november 17. | Róma, Olimpiai Stadion    | Olaszország | 2 – 0    | Hollandia      | vb-selejtező       | -      |         |
| 4.     | 1977. február 9.   | London, Wembley Stadion   | Anglia      | 0 – 2    | Hollandia      | barátságos         | -      |         |
|        | Összesen           |                           |             | 5        | mérkőzés       |                    | 1      | gól     |